# Чаушеску, Нику

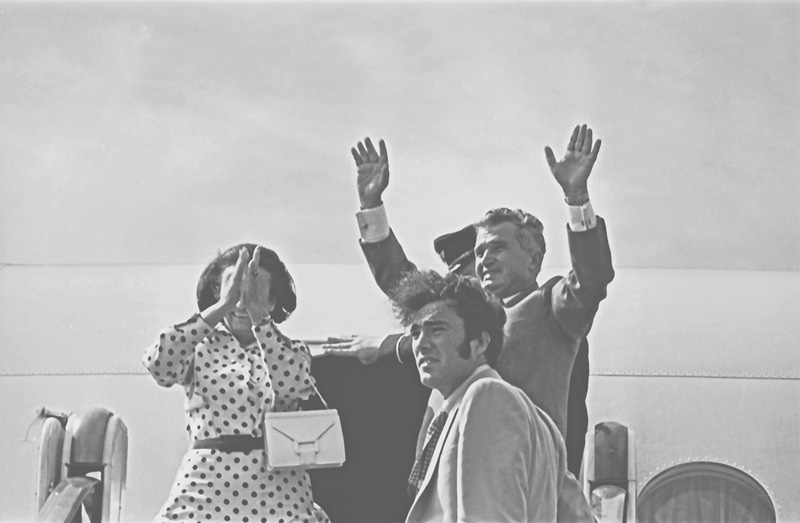
Нику с родителями в аэропорту Кишинёва, 1976 год

Нику Чаушеску (рум. Nicu Ceaușescu; 1 сентября 1951, Бухарест, РНР — 26 сентября 1996, Вена, Австрия) — румынский политический и государственный деятель, младший сын Николае и Елены Чаушеску.

## Биография
Родился 1 сентября 1951 года в Бухаресте в семье видного деятеля Румынской рабочей партии (РРП; с 1965 — Румынской коммунистической партии (РКП)), заместителя министра вооружённых сил Румынии Николая Чаушеску и его супруги Елены. Младший из трёх детей в семье, имел старшего брата Валентина (род. 1948) и сестру Зою (1949—2006). В 1965 году отец Нику возглавил РРП, переименованную по его инициативе в РКП. В 1974 году он стал президентом Социалистической Республики Румыния (СРР).
Нику Чаушеску окончил лицей № 24 (ныне Jean Monnet High School) а затем изучал физику в университете Бухареста. Студентом вступил в Союз коммунистической молодежи Румынии, став впоследствии его первым секретарём (1983—1987). Был также министром по делам молодёжи. С 1980 года — депутат Великого национального собрания СРР, с 1982 — член ЦК РКП.
Отец какое-то время хотел, чтобы Нику стал министром иностранных дел и поручил инструктировать его высокопоставленных членам РКП вроде Штефана Андрея. В 1978 году по пути в Китай Нику Чаушеску побывал в СССР, где встречался с секретарем ЦК ВЛКСМ по международным связям В. В. Григорьевым. К концу 1980-х годов Нику стал членом Исполнительного комитета РКП, а в 1987 году — секретарём партийного комитета в жудеце Сибиу. Таким образом, Николае Чаушеску готовил себе преемника. Как секретарь парткома в Сибиу, Нику Чаушеску тратил нескромные средства на обеспечение населения продуктами вопреки политике жёсткой экономии в стране. За счёт этого в Сибиу не было острого дефицита товаров первой необходимости и разных продуктов, в поисках еды в жудец ездили люди из других регионов СРР.
После Румынской революции 1989 года был арестован и вместе с другими детьми румынского диктатора заключён под стражу. Обвинялся в растрате государственных средств в личных целях, соучастии в особо тяжких преступлениях вроде убийств мирных демонстрантов. 21 сентября 1990 года был приговорён к 20 годам тюремного заключения. 3 июня 1991 года его тюремный срок был сокращён до 16 лет.
Выпущен на свободу в ноябре 1992 года по медицинским показаниям из-за цирроза печени.
Умер 26 сентября 1996 года от цирроза печени и диабета в одной из венских больниц. Похоронен на кладбище Генча в Бухаресте.

## Личная жизнь
Нику Чаушеску имел репутацию человека, не особо интересовавшегося учёбой и неравнодушного к алкоголю, женскому вниманию и азартным играм.
В 1983—1985 годах был женат на Полиане Кристеску. Детей у супругов не было.

## Награды
- Орден «23 августа» I степени (СРР).
- Орден Труда I степени (СРР).